# Stef de Reuver
Stef de Reuver (Utrecht, 14 augustus 1965) is een Nederlands acteur en poppenspeler. Hij speelde in diverse films en series, waaronder De Club van Sinterklaas, Hart op de juiste plek en De Grote Sinterklaasfilm: Gespuis in de speelgoedkluis.

## Levensloop
De Reuver is actief als poppenspeler en daarbij zorgt hij in de meeste gevallen ook de stem voor de pop. Zo verzorgde hij in 1996 diverse stemmen en poppen van de televisieserie Ik Mik Loreland waarin hij vier verschillende personages voor zijn rekening nam. Als poppenspeler verzorgde hij daarnaast diverse personages in producties als: Annetje Lie in het holst van de nacht, Pluk van de Petteflet en De Club van Sinterklaas & De Verdwenen Schoentjes.
In 2004 maakte De Reuver pas zijn acteerdebuut op televisie toen hij de rol van gevangenisbewaarder vertolkte in de kinderserie De Club van Sinterklaas. Sindsdien speelt De Reuver regelmatig in Sinterklaas-gerelateerde producties. Waaronder de serie Sinterklaas en het gevaar van de snoepfabriek en de films De Club van Sinterklaas & De Verdwenen Schoentjes en De Grote Sinterklaasfilm: Gespuis in de speelgoedkluis.

## Filmografie

### Film
- 2004: Annetje Lie in het holst van de nacht, als de Muizenkoning (als poppenspeler)
- 2006: Sinterklaas & Pakjesboot 13, als Regelpiet
- 2014: De Club van Sinterklaas & Het Pratende Paard, als zwerver
- 2015: De Club van Sinterklaas & De Verdwenen Schoentjes, als Wommie (als poppenspeler + stem)
- 2020: De Grote Sinterklaasfilm, als Willem Wortel
- 2021: De Grote Sinterklaasfilm: Trammelant in Spanje, als Willem Wortel
- 2022: Hart op de juiste plek, als Leo
- 2022: De Grote Sinterklaasfilm: Gespuis in de speelgoedkluis, als Willem Wortel
- 2022: De Kleine Grote Sinterklaasfilm, als Willem Wortel
- 2023: De Grote Sinterklaasfilm en de strijd om pakjesavond, als Willem Wortel
- 2024: De Grote Sinterklaasfilm: Stampij in de bakkerij, als Willem Wortel

### Televisie
- 1996: Ik Mik Loreland, als Karbonkel / Gin / Zwerfkei / Rat (als poppenspeler + stemmen)
- 2003: De Sommeltjes, als verschillende Sommeltjes (als poppenspeler)
- 2004: De Club van Sinterklaas, als gevangenisbewaarder
- 2004: Pluk van de Petteflet, als diverse personages (als poppenspeler)
- 2005: Het Zandkasteel, als Koning Koos (als poppenspeler)
- 2009: Koekeloere, als Arie (als poppenspeler)
- 2012: Sinterklaas en het gevaar van de snoepfabriek, als Sinterklaas